# Governo fiammingo
Il Governo fiammingo (in olandese Vlaamse Regering) è, nel sistema federale belga, l'organo esecutivo della Comunità fiamminga e della Regione fiamminga.
È composto da un massimo di 11 ministri, di cui almeno uno deve provenire dalla Regione di Bruxelles-Capitale. Il Ministro-Presidente è scelto dal partito con la più grande rappresentanza della maggioranza. Un ministro della seconda maggioranza riceve il titolo di vice ministro-presidente.
Ogni ministro ha una serie di poteri chiaramente definiti e può contare su una squadra di consulenti politici diretti e funzionari ministeriali quando prepara o svolge la sua politica.
| Legislatura    | Governo                     | Mandato                             | Coalizione                                         |
| -------------- | --------------------------- | ----------------------------------- | -------------------------------------------------- |
| 1ª legislatura | Esecutivo Geens I           | 22 dicembre 1981 - 10 dicembre 1985 | CVP SP PVV VU                                      |
| 2ª legislatura | Esecutivo Geens II          | 10 dicembre 1985 - 3 febbraio 1988  | CVP PVV                                            |
| 3ª legislatura | Esecutivo Geens III         | 3 febbraio 1988 - 18 ottobre 1988   | CVP PVV                                            |
| 3ª legislatura | Esecutivo Geens IV          | 18 ottobre 1988 - 21 gennaio 1992   | CVP SP PVV VU                                      |
| 4ª legislatura | Esecutivo Van den Brande I  | 21 gennaio 1992 - 5 febbraio 1992   | CVP SP                                             |
| 4ª legislatura | Esecutivo Van den Brande II | 5 febbraio 1992 - 20 ottobre 1992   | CVP SP VU                                          |
| 4ª legislatura | Governo Van den Brande III  | 20 ottobre 1992 - 20 giugno 1995    | CVP SP VU                                          |
| 5ª legislatura | Governo Van den Brande IV   | 20 giugno 1995 - 13 luglio 1999     | CVP SP                                             |
| 6ª legislatura | Governo Dewael              | 13 luglio 1999 - 5 giugno 2003      | SP VLD Agalev VU                                   |
| 6ª legislatura | Governo Somers              | 11 giugno 2003 - 20 luglio 2004     | SP VLD Groen! SPIRIT                               |
| 7ª legislatura | Governo Leterme             | 20 luglio 2004 - 27 giugno 2007     | CD&V/N-VA Sp.a/SPIRIT OpenVLD                      |
| 7ª legislatura | Governo Peeters I           | 28 giugno 2007 - 13 luglio 2009     | CD&V/N-VA Sp.a/SPIRIT OpenVLD N-VA e SPIRIT escono |
| 8ª legislatura | Governo Peeters II          | 13 luglio 2009 - 25 luglio 2014     | CD&V N-VA Sp.a                                     |
| 9ª legislatura | Governo Bourgeois I         | 25 luglio 2014 -                    | N-VA CD&V OpenVLD                                  |

## Competenze
Le Regioni e le Comunità del Belgio hanno designato i poteri esclusivi. Ciò significa:
- che possano trattare solo le questioni loro assegnate dalla costituzione o da una legge speciale;
- che sono le uniche autorità che possono gestire queste questioni.

### Competenze comunitarie
Queste competenze vengono esercitate nel territorio della Regione fiamminga per tutti e nel territorio della Regione di Bruxelles-Capitale Solo per le persone che hanno scelto di dipendere dalla Comunità fiamminga.
| Materie culturali: - Protezione e promozione della lingua - Le arti - L'eridità culturale ei musei - Le biblioteche - La politica dei media - La politica della gioventù - La formazione permanente - Gli sport, le attività all'aperto e il turismo Materie personalizzabili: - Salute pubblica - Aiuto alle persone: - Politica familiare - Integrazione degli immigrati - Politica dell'handicap - Politica delle persone anziane - Supporto ai detenuti | Cooperazione tra le Comunità e le Regioni Istruzione e formazione: - Istruzione per gli asili nido, scuole primarie e secondarie - Istruzione superiore (universitaria e non-universitaria) - Formazione post-accademica et para-accademica - Consiglio d'istruzione - Riciclaggio e formazione continua - Formazione professionale |

### Competenze regionali
Queste competenze sono esercitate esclusivamente nella Regione fiamminga.
| Pianificazione della città e della campagna - Urbanizzazione - Rinnovamento urbano e suburbano - Monumenti e siti - Politica di utilizzo del suolo Ambiente - Protezione dell'ambiente - Politica dei rifiuti - Politica di società pericolose, malsane e reprime Pianificazione delle città e della campagna e conservazione della natura - L'acqua, le foreste e i polder - Conservazione della natura - Conservazione e pesca Alloggiamento Politica dell'acqua - Approvvigionamento in acqua - Purificazione delle acque usate - Fogne Economico - Politica economica - Aspetti regionali della politica creditizia - Politica di vendita e di esportazione - Sfruttamento delle risorse minerarie - Supporto agli investimenti | Politica energetica - Distribuzione d'energia - Nuove fonti d'energia - Energie rinnovabili Autorità Locali - Supervisione e finanziamento delle autorità regionali e locali Politica dell'occupazione - Ricerca del lavoro - Programmi di riattivazione Lavori pubblici e trasporto - Strade - Vie navigabili interne - Porti, dighe e servizi di traghetto - Aeroporti regionali - Trasporto urbano e regionale - Pilot Services Esportazione di armi - Importazione, esportazione e transito di armi - Transito di munizioni - Transito di tecnologie legate all'armamento - Transito di prodotti e di tecnologie a doppio uso |

### Altre competenze
Il governo fiammingo è anche competente per la ricerca scientifica, le relazioni esterne e la cooperazione allo sviluppo nei settori di competenza della Comunità fiamminga e della Regione fiamminga. Queste competenze sono anche parzialmente esercitate dal governo federale.